# 生活向上エンタテインメント
生活向上エンタテインメント（せいかつこうじょうエンタテインメント）は、BS12 トゥエルビで放送中の情報番組である。

## 概要
独立起業、投資、住まい、医療、海外支援、リゾード等の様々なジャンルにおいて生活をより豊かにするための上質な商品、サービスやブランドなどを紹介する生活情報番組。
2007年12月の開局以来実に多くの企業がこの番組に出稿したが2021年9月現在は2社にとどまっている。これとは別にこの番組と同じ趣向の『BS12 知っ得』が放送され2021年9月現在3社が出稿している。

## 主な企画
- TwellV クルマ File
- ホッ、と な出会い 〜今日も道の上で〜
- 美味と癒しの客船『にっぽん丸』の旅!!
- 働かずして安定収入? 徹底検証!今からはじめるマンション投資 〜あなたのかわりにマンションが働く!?〜
- おトクに幸せマイル生活のススメ
- 癒し客船が航く! にっぽん丸航海紀行!
- フェアウェイフロント別荘生活
- 大自然の国カナダで生まれた輸入住宅
- 5万円で始めるFX
- 楽園に暮らす。ハワイで過ごす一週間
- 今、中国株に注目! 再燃する市場
- 柳生真吾の南北海道スローライフ（協力・大和ハウス工業）
- 柳生真吾の愛媛・佐多岬スローライフ（同上）
- 柳生真吾の岩手・八幡平スローライフ（同上）
- 世界の子どもの日常生活 Tell Me About Yourself 〜あなたのことを教えて〜（協力・ワールド・ビジョン・ジャパン）
- 雅な古都・金沢 〜風情あふれる夫婦の刻（とき）〜（協力・東京急行電鉄、東急ビッグウィークステーション）
- 省エネ住宅で快適生活 ~カナダ輸入住宅のすべて~（協力・セルコホーム）
- 今こそ資産形成 ~大不況をチャンスに変える~（協力・㈱クレアスライフ）
- 今からはじまるわくわくゴルフ 〜楽しい、やさしい！コースデビュー〜（協力・リゾートソリューション）
- 医療の現場から リンパ浮腫を知っていますか？（協力・ナック商会）
- あなたも明日からマンションオーナー（協力・真和エンタープライズ）
- 好機到来！“金”投資（協力・日本ユニコム）
- 今こそ知りたい！マル得マネー大作戦（協力・リード・リアルエステート）
- 自分のペースで働く！ 最新ビジネス“カーリペア”（協力・TS日本）
- 柳生真吾の大分・杵築スローライフ（協力・大和ハウス工業）
- ゼロから始めるガラスアート工房 〜ガラスエッチング工房を海附雅美が体験レポート〜（芙蓉商事）
- ザ・ニッポン起業家宣言
- 明快!!マンション投資の疑問解決
- わがまま住生活研究所
- 住宅革命
- だいすきカナダ輸入住宅
- ペットと共に暮らす -新しい賃貸住宅のカタチ-
- リゾートを満喫する魔法のチケット
- お気軽!お手軽!別荘ライフ
- 離宮リゾートの旅
- 富永美樹のスローライフ
- 今、注目の免疫ミルク
- 美味しい水にはワケがある -進化した飲料水"MCMのめぐみ"-
- 世界の子供の日常生活
- 国境を越え、救うちから ～国境なき医師団～
- やる気スイッチTV
- バラ色人生の歩き方 ～大地家に幸せをもたらしたもの
- 住宅がもたらす病気
- インフレ時代の幕開け～これからの資産運用とは？～
- 密着、 被災地を生きる Part1
- 沖縄にみんなで別荘を持とう
- 「今、注目の免疫ミルク」シリーズ
- ほか

## 出演者
- 富永美樹（フリーアナウンサー）
- 下田結花（モダンリビング編集長）
- 林暁代
- 高野けい子
- 岡田はるこ
- 金杉陽子
- 南伊
- 宮崎瑠依
- シーランド（宇田川晃希・関谷迅市）
- 坂田陽子
- 木村菜美
- ジュディ・オング
- 中島常幸
- 酒井美紀
- ジェリー・イェン
- いっこく堂
- 嘉陽愛子
- 岡田聖子
- レッド吉田（TIM）
- 柳生真吾
- ほか

## 出演企業
- 旭化成ホームズ
- エイチ・エス・アシスト
- トータルサービス
- 東京急行電鉄
- 東急不動産
- 東急リゾート
- クレアスライフ
- 大和ハウス工業
- ワールド・ビジョン・ジャパン
- 兼松ウェルネス
- 拓人
- ほか

## 放送時間
2021年現在は、以下の通りである。
- 月曜日・火曜日・水曜日・木曜日・金曜日 ・土曜日 6:30 - 7:00
- 水曜日  20:00 - 22:00　※30分番組を1本ないし2本放送
- 月曜日・木曜日 26:00 - 26:30
- 土曜日 13:45 - 14:00　※15分番組に短縮し1本放送
- 土曜日 16:00 - 16:30
- 土曜日 27:00 - 29:00　※30分番組を1本ないし2本放送
- 日曜日 16:00 - 19:00　※30分番組を1本ないし2本放送
  - BS12 トゥエルビ プロ野球中継が中継延長になった場合は21時台の放送は休止。
  - ここ数年、本番組に代えて別番組を放送するケースが増えている。